# Гринбелт (станция метро)

Гринбелт (англ. Greenbelt) — конечная открытая наземная станция Вашингтонгского метро на Зелёной линии, а также станция пригородного поезда MARC линии Кэмден (Camden Line). В часы пик также обслуживается Жёлтой линией. Она представлена тремя платформами: одной островной используемой Вашингтонским метрополитеном и двумя боковыми — пригородным поездом MARC. Станция обслуживается Washington Metropolitan Area Transit Authority. Расположена в городе Гринбелт южнее межштатной автомагистрали № 495 Вашингтонская кольцевая автострада (Capital Beltway).
Станция была открыта 11 декабря 1993 года.
Открытие станции было совмещено с открытием ещё 3 станций: Уэст-Хайатсвилл, Принс-Джорджес плаза, Колледж-парк — Мэрилендский университет.

## Режим работы
Открытие — 4:50
Отправление первого поезда в направлении:
- ст. Бранч-авеню — 5:00
- ст. Хантингтон — 4:58
- ст. Фрэнкония-Спрингфилд — 6:13

Отправление последнего поезда в направлении:
- ст. Бранч-авеню — 23:30
- ст. Хантингтон — 18:50
- ст. Фрэнкония-Спрингфилд — 17:57